# Donnac
Dompnac és un municipi francès situat al departament de l'Ardecha i a la regió d'Alvèrnia-Roine-Alps. L'any 2007 tenia 94 habitants.

## Demografia

### Població
El 2007 la població de fet de Dompnac era de 94 persones. Hi havia 52 famílies de les quals 28 eren unipersonals (16 homes vivint sols i 12 dones vivint soles), 16 parelles sense fills i 8 parelles amb fills.
La població ha evolucionat segons el següent gràfic:
Habitants censats

### Habitatges
El 2007 hi havia 128 habitatges, 52 eren l'habitatge principal de la família, 69 eren segones residències i 7 estaven desocupats. 112 eren cases i 8 eren apartaments. Dels 52 habitatges principals, 39 estaven ocupats pels seus propietaris, 12 estaven llogats i ocupats pels llogaters i 1 estava cedit a títol gratuït; 7 tenien una cambra, 13 en tenien dues, 11 en tenien tres, 8 en tenien quatre i 12 en tenien cinc o més. 28 habitatges disposaven pel capbaix d'una plaça de pàrquing. A 35 habitatges hi havia un automòbil i a 8 n'hi havia dos o més.

### Piràmide de població
La piràmide de població per edats i sexe el 2009 era:
| Homes | Edats   | Dones |
| ----- | ------- | ----- |
| 0     | 95 o +  | 0     |
| 0     | 90 a 94 | 0     |
| 0     | 85 a 89 | 0     |
| 0     | 80 a 84 | 0     |
| 0     | 75 a 79 | 4     |
| 0     | 70 a 74 | 0     |
| 0     | 65 a 69 | 0     |
| 0     | 60 a 64 | 0     |
| 0     | 55 a 59 | 0     |
| 4     | 50 a 54 | 8     |
| 20    | 45 a 49 | 0     |
| 0     | 40 a 44 | 4     |
| 0     | 35 a 39 | 0     |
| 4     | 30 a 34 | 8     |
| 12    | 25 a 29 | 8     |
| 0     | 20 a 24 | 4     |
| 0     | 15 a 19 | 0     |
| 0     | 10 a 14 | 0     |
| 8     | 5 a 9   | 0     |
| 0     | 0 a 4   | 8     |

## Economia
El 2007 la població en edat de treballar era de 77 persones, 49 eren actives i 28 eren inactives. De les 49 persones actives 32 estaven ocupades (23 homes i 9 dones) i 17 estaven aturades (8 homes i 9 dones). De les 28 persones inactives 3 estaven jubilades, 1 estava estudiant i 24 estaven classificades com a «altres inactius».

### Ingressos
El 2009 a Dompnac hi havia 40 unitats fiscals que integraven 65,5 persones, la mediana anual d'ingressos fiscals per persona era de 9.655 €.

### Activitats econòmiques
Dels 7 establiments que hi havia el 2007, 1 era d'una empresa de fabricació d'altres productes industrials, 3 d'empreses de construcció, 1 d'una empresa de comerç i reparació d'automòbils, 1 d'una empresa d'informació i comunicació i 1 d'una entitat de l'administració pública.
Els 3 serveis als particulars que hi havia el 2009 eren paletes.
L'any 2000 a Dompnac hi havia 5 explotacions agrícoles.

## Equipaments sanitaris i escolars
El 2009 hi havia una escola elemental.

## Poblacions més properes
El següent diagrama mostra les poblacions més properes.